# Spišský Hrušov
Spišský Hrušov (bis 1927 slowakisch „Hrušov“; deutsch Birndorf oder Grausch, ungarisch Szepeskörtvélyes – bis 1907 Körtvélyes) ist ein Ort und Gemeinde im Osten der Slowakei, mit 1327 Einwohnern (Stand 31. Dezember 2024) und gehört zum Okres Spišská Nová Ves (Košický kraj).

## Geographie
Die Gemeinde liegt im Talkessel Hornádska kotlina am Zusammenfluss der Bäche Lodina und Hrušov in der traditionellen Landschaft Zips, acht Kilometer westlich von Spišské Vlachy und 12 Kilometer östlich von Spišská Nová Ves entfernt.

## Geschichte
Der Ort wurde zum ersten Mal 1253 als Kurtues schriftlich erwähnt. 1826 sind 86 Häuser und 637 Einwohner verzeichnet. 1831 starben 58 Menschen während einer Choleraepidemie, kurz vor dem dortigen Bauernaufstand.

## Bevölkerung
| Jahr                | 1994 | 2004    | 2014    | 2024    |
| ------------------- | ---- | ------- | ------- | ------- |
| Anzahl der Personen | 1195 | 1269    | 1261    | 1327    |
| Unterschied         |      | +6,19 % | −0,63 % | +5,23 % |

| Jahr                | 2023 | 2024    |
| ------------------- | ---- | ------- |
| Anzahl der Personen | 1332 | 1327    |
| Unterschied         |      | −0,37 % |

## Sehenswürdigkeiten
- römisch-katholische Kirche St. Katharina von Alexandrien aus dem Ende des 13. Jahrhunderts, ursprünglich gotisch, im 18. Jahrhundert umgebaut
- ursprünglich Renaissance-, heute teilweise barockes und teilweise klassizistisches Landschloss aus dem Jahr 1596, heute Sitz der Gemeindeverwaltung
- Ruinen einer Kirche, die zur untergegangenen Siedlung Miloj gehörte, westlich des Ortes